# Ixora queenslandica
Ixora queenslandica är en måreväxtart som beskrevs av Francis Raymond Fosberg. Ixora queenslandica ingår i släktet Ixora och familjen måreväxter. Inga underarter finns listade i Catalogue of Life.